# Ennis (Montana)
Ennis is een plaats (town) in de Amerikaanse staat Montana en valt bestuurlijk gezien onder Madison County.

## Demografie
Bij de volkstelling in 2000 werd het aantal inwoners vastgesteld op 840.
In 2006 is het aantal inwoners door het United States Census Bureau geschat op 1005, een stijging van 165 (19,6%).

## Geografie
Volgens het United States Census Bureau beslaat de plaats een oppervlakte van
1,8 km², geheel bestaande uit land. Ennis ligt op ongeveer 1502 m boven zeeniveau.

## Plaatsen in de nabije omgeving
De onderstaande figuur toont nabijgelegen plaatsen in een straal van 40 km rond Ennis.